# Maglie
Maglie là một đô thị và thị xã của Ý. Đô thị này thuộc tỉnh Lecce trong vùng Apulia. Maglie có diện tích 22 km2, dân số theo ước tính năm 2005 của Viện thống kê quốc gia Ý là 15.215 người. 
Các đơn vị dân cư:
Đô thị Maglie giáp với các đô thị: